# Número cuántico de momento angular total

"Conos vectoriales" del momento angular total (púrpura), momento angular orbital (azul), y momento angular de espín (verde). Los conos surgen debido a la incertidumbre cuántica al medir las componentes del momento angular.

En mecánica cuántica, el número cuántico de momento angular total es un número cuántico que cuantiza el momento angular total de una partícula dada, mediante la combinación de su momento angular orbital y su momento angular intrínseco o propio (es decir, su espín).
Si {\displaystyle \mathbf {s} } es el momento angular de espín de la partícula y {\displaystyle \mathbf {\ell } } es el vector momento angular orbital, el momento angular total {\displaystyle \mathbf {j} } es
{\displaystyle \mathbf {j} =\mathbf {s} +{\boldsymbol {\ell }}}
El número cuántico asociado es el número cuántico principal de momento angular total {\displaystyle j}. Puede tomar la siguiente gama de valores, comprendidos entre {\displaystyle \ell -s} y {\displaystyle \ell +s}, pudiendo tomar solamente incrementos enteros:
{\displaystyle |\ell -s|\leq j\leq \ell +s}
donde {\displaystyle \ell } es el número cuántico azimutal (cuantización del momento angular orbital), y {\displaystyle s} es el número cuántico de espín (cuantización del espín).
La relación entre el vector momento angular total {\displaystyle \mathbf {j} } y el número cuántico de momento angular total {\displaystyle j} viene dada por la relación habitual (ver número cuántico de momento angular)
{\displaystyle \vert \mathbf {j} \vert ={\sqrt {j\,(j+1)}}\,\hbar }
La proyección sobre el eje {\displaystyle {\hat {z}}} del vector {\displaystyle \mathbf {j} } viene dada por
{\displaystyle j_{z}=m_{j}\,\hbar }
donde {\displaystyle m_{j}} es el número cuántico secundario de momento angular total. Puede tomar valores desde {\displaystyle -j} a {\displaystyle +j} incrementándose por unidades enteras. Esto genera {\displaystyle 2j+1} valores diferentes de '{\displaystyle m_{j}}.
El momento angular total se corresponde con el invariante de Casimir del álgebra de Lie so(3) del grupo de rotación en tres dimensiones.

## Definición vectorial
Debido a la interacción espín-órbita en el átomo, el momento angular orbital no conmuta con el hamiltoniano ni con el espín. Por lo tanto estos cambian con el tiempo. Sin embargo, el momento angular total {\displaystyle {\vec {J}}} conmuta con el hamiltoniano y así es constante. {\displaystyle {\vec {J}}} se define mediante
{\displaystyle {\vec {J}}={\vec {L}}+{\vec {S}}}
siendo {\displaystyle L} el momento angular orbital y {\displaystyle S} el espín. El momento angular total cumple con las mismas relaciones de conmutación que el momento angular orbital, es decir
{\displaystyle [J_{i},J_{j}]=i\hbar \epsilon _{ijk}J_{k}}
de la que se sigue
{\displaystyle \left[J_{i},J^{2}\right]=0}
donde {\displaystyle J_{i}} representa {\displaystyle J_{x}}, {\displaystyle J_{y}}, y {\displaystyle J_{z}}.
Los números cuánticos que describen el sistema (constantes en el tiempo) ahora son {\displaystyle j} y {\displaystyle m_{j}}, definidos a través de la acción de {\displaystyle J} sobre la función de onda {\displaystyle \Psi }
{\displaystyle \mathbf {J} ^{2}\Psi =\hbar ^{2}{j(j+1)}\Psi }
{\displaystyle \mathbf {J} _{z}\Psi =\hbar {m_{j}}\Psi }
Así que {\displaystyle j} se relaciona con la norma del momento angular total y {\displaystyle m_{j}} con su proyección a lo largo de un eje especificado.
Como con cualquier momento angular en la mecánica cuántica, la proyección de {\displaystyle J} a lo largo de otros ejes no pueden ser co-definida con {\displaystyle J_{z}}, debido a que no conmutan.